# NGC 4118
NGC 4118 este o emission-line galaxy⁠(d) situată în constelația Câinii de Vânătoare. A fost descoperită în 20 aprilie 1857 de către William Parsons, 3rd Earl of Rosse⁠(d).